# АК-9
АК-9 — укороченный автомат, созданный конструкторами ИжМаша на основе АК-74М, для вооружения спецподразделений вооруженных сил и МВД России. Оружие находилось в разработке с 2005 года. Ориентировочно с 2010 года все работы по данному образцу прекращены, в настоящее время концерн «Калашников» представил перспективный автомат под патрон 9х39 мм под названием АМБ-17.

## Конструкция
АК-9 представляет собой компактное автоматическое оружие на базе состоящего на вооружении ВС РФ АК-74М. Основное отличие от автоматов Калашникова — укороченный газоотводный механизм и ствол. Другое отличие — новая пистолетная рукоятка, обладающая значительно лучшей эргономикой. Автомат использует дозвуковые патроны 9×39 мм (СП-5, СП-6), имеет планку Пикатинни внизу цевья, при помощи которых к оружию могут крепиться различные тактические фонари и лазерные целеуказатели. Коллиматорные или оптические прицелы по-прежнему крепятся к левой части ствольной коробки, как на АК-74М. Складной полимерный приклад также остался без изменений, складывается влево. К стволу может крепиться быстросъёмный глушитель. Питание патронами осуществляется при помощи коробчатых магазинов на 20 и 30 патронов, взаимозаменяемых с магазинами автоматов ОЦ-12 «Тисс» и ОЦ-14 «Гроза».

## История
В 2005 году бесшумный, беспламенный стрелковый комплекс АК-9 был продемонстрирован широкой публике на выставке «Интерполитех-2005». В 2009 году доработанный вариант был показан на выставке «РОСТ-2009». Тогда же было заявлено об опытно-серийном производстве этого автомата, которое, однако, так и не было начато.